# Superliqa 2012-2013 (pallavolo femminile)
La Superliqa 2012-2013, 22ª edizione della massima serie del campionato azero di pallavolo femminile, si è svolta dal 18 ottobre 2012 al 26 aprile 2013: al torneo hanno partecipato sette squadre di club azere e la vittoria finale è andata per la sesta volta, la quinta consecutiva, al Rabitə Baku.

## Regolamento
La competizione prevede una lunga regular season, nella quale tutte le formazioni si scontrano tra loro quattro volte; non sono previsti i play-off scudetto, né retrocessioni.

## Squadre partecipanti
- Azərreyl
- Azəryol
- İqtisadçı
- Lokomotiv Baku
- Lokomotiv Biləcəri
- Rabitə Baku
- Telekom Baku

## Campionato

### Risultati
| Prima giornata |                                 |             |                            |
|                |                                 |             |                            |
| Riposa:        | Rabitə Baku                     | Rabitə Baku | Rabitə Baku                |
| 18-10          | Lokomotiv Baku-Telekom Baku     | 3-0         | 25-18, 25-17, 25-13        |
| 18-10          | Azeryol Baku-Lokomotiv Biləcəri | 3-1         | 25-21, 23-25, 25-19, 25-14 |
| 18-10          | İqtisadçı Baku-Azərreyl Baku    | 3-1         | 26-24, 22-25, 27-25, 27-25 |

| Seconda giornata |                                   |               |                            |
|                  |                                   |               |                            |
| Riposa:          | Azərreyl Baku                     | Azərreyl Baku | Azərreyl Baku              |
| 03-11            | İqtisadçı Baku-Lokomotiv Biləcəri | 3-0           | 25-13, 25-11, 25-16        |
| 03-11            | Telekom Baku-Azeryol Baku         | 0-3           | 22-25, 10-25, 14-25        |
| 03-11            | Rabitə Baku-Lokomotiv Baku        | 3-1           | 25-19, 15-25, 25-21, 25-21 |

| Terza giornata |                                  |                |                            |
|                |                                  |                |                            |
| Riposa:        | Lokomotiv Baku                   | Lokomotiv Baku | Lokomotiv Baku             |
| 07-11          | Azeryol Baku-Rabitə Baku         | 1-3            | 17-25, 34-32, 17-25, 21-25 |
| 07-11          | İqtisadçı Baku-Telekom Baku      | 3-0            | 25-22, 25-09, 25-21        |
| 07-11          | Azərreyl Baku-Lokomotiv Biləcəri | 3-0            | 25-11, 25-10, 25-12        |

| Quarta giornata |                             |                    |                            |
|                 |                             |                    |                            |
| Riposa:         | Lokomotiv Biləcəri          | Lokomotiv Biləcəri | Lokomotiv Biləcəri         |
| 10-11           | Telekom Baku-Azərreyl Baku  | 0-3                | 17-25, 19-25, 12-25        |
| 10-11           | Rabitə Baku-İqtisadçı Baku  | 3-1                | 25-15, 24-26, 26-24, 27-25 |
| 10-11           | Lokomotiv Baku-Azeryol Baku | 3-1                | 25-14, 26-28, 25-15, 25-19 |

| Quinta giornata |                                 |              |                            |
|                 |                                 |              |                            |
| Riposa:         | Azeryol Baku                    | Azeryol Baku | Azeryol Baku               |
| 27-11           | İqtisadçı Baku-Lokomotiv Baku   | 3-1          | 25-22, 17-25, 25-10, 25-20 |
| 27-11           | Azərreyl Baku-Rabitə Baku       | 3-1          | 25-21, 20-25, 25-19, 25-23 |
| 27-11           | Lokomotiv Biləcəri-Telekom Baku | 0-3          | 21-25, 20-25, 21-25        |

| Sesta giornata |                                |              |                            |
|                |                                |              |                            |
| Riposa:        | Telekom Baku                   | Telekom Baku | Telekom Baku               |
| 30-11          | Rabitə Baku-Lokomotiv Biləcəri | 3-0          | 25-9, 25-15, 25-12         |
| 30-11          | Lokomotiv Baku-Azərreyl Baku   | 1-3          | 23-25, 25-23, 26-28, 20-25 |
| 30-11          | Azeryol Baku-İqtisadçı Baku    | 0-3          | 15-25, 25-27, 12-25        |

| Settima giornata |                                   |                |                     |
|                  |                                   |                |                     |
| Riposa:          | İqtisadçı Baku                    | İqtisadçı Baku | İqtisadçı Baku      |
| 18-12            | Azərreyl Baku-Azeryol Baku        | 3-0            | 25-17, 25-18, 30-28 |
| 18-12            | Lokomotiv Biləcəri-Lokomotiv Baku | 0-3            | 18-25, 20-25, 17-25 |
| 18-12            | Telekom Baku-Rabitə Baku          | 0-3            | 15-25, 18-25, 18-25 |

| Ottava giornata |                                 |             |                     |
|                 |                                 |             |                     |
| Riposa:         | Rabitə Baku                     | Rabitə Baku | Rabitə Baku         |
| 01-02           | Telekom Baku-Lokomotiv Baku     | 0-3         | 14-25, 16-25, 21-25 |
| 06-02           | Lokomotiv Biləcəri-Azeryol Baku | 0-3         | 17-25, 13-25, 17-25 |
| 28-02           | Azərreyl Baku-İqtisadçı Baku    | 3-0         | 25-21, 25-23, 25-20 |

| Nona giornata |                                   |               |                            |
|               |                                   |               |                            |
| Riposa:       | Azərreyl Baku                     | Azərreyl Baku | Azərreyl Baku              |
| 23-12         | Lokomotiv Biləcəri-İqtisadçı Baku | 0-3           | 21–25, 16–25, 10–25        |
| 23-12         | Azeryol Baku-Telekom Baku         | 3-0           | 25–17, 25–20, 25–18        |
| 23-12         | Lokomotiv Baku-Rabitə Baku        | 1-3           | 29–27, 15–25, 17–25, 10–25 |

| Decima giornata |                                  |                |                            |
|                 |                                  |                |                            |
| Riposa:         | Lokomotiv Baku                   | Lokomotiv Baku | Lokomotiv Baku             |
| 08-01           | Rabitə Baku-Azeryol Baku         | 3-1            | 27–29, 25–13, 25–22, 26–24 |
| 08-01           | Telekom Baku-İqtisadçı Baku      | 0-3            | 15–25, 17–25, 19–25        |
| 08-01           | Lokomotiv Biləcəri-Azərreyl Baku | 0-3            | 15–25, 11–25, 13–25        |

| Undicesima giornata |                             |                    |                                   |
|                     |                             |                    |                                   |
| Riposa:             | Lokomotiv Biləcəri          | Lokomotiv Biləcəri | Lokomotiv Biləcəri                |
| 11-01               | Azərreyl Baku-Telekom Baku  | 3-0                | 28–26, 25–19, 25–19               |
| 11-01               | İqtisadçı Baku-Rabitə Baku  | 3-2                | 26–24, 25–18, 29–31, 20–25, 17–15 |
| 11-01               | Azeryol Baku-Lokomotiv Baku | 1-3                | 19–25, 19–25, 25–18, 18–25        |

| Dodicesima giornata |                                 |              |                                   |
|                     |                                 |              |                                   |
| Riposa:             | Azeryol Baku                    | Azeryol Baku | Azeryol Baku                      |
| 28-01               | Lokomotiv Baku-İqtisadçı Baku   | 2-3          | 25–21, 25–18, 19–25, 19–25, 11–15 |
| 28-01               | Rabitə Baku-Azərreyl Baku       | 3-0          | 25-20, 25-22, 25-22               |
| 28-01               | Telekom Baku-Lokomotiv Biləcəri | 3-0          | 25-19, 25-19, 25-12               |

| Tredicesima giornata |                                |              |                                   |
|                      |                                |              |                                   |
| Riposa:              | Telekom Baku                   | Telekom Baku | Telekom Baku                      |
| 01-02                | Lokomotiv Biləcəri-Rabitə Baku | 0-3          | 15-25, 19-25, 20-25               |
| 01-04                | Azərreyl Baku-Lokomotiv Baku   | 3-1          | 25-20, 21-25, 25-19, 25-17        |
| 01-02                | İqtisadçı Baku-Azeryol Baku    | 2-3          | 22-25, 23-25, 25-20, 25-23, 12-15 |

| Quattordicesima giornata |                                   |                |                     |
|                          |                                   |                |                     |
| Riposa:                  | İqtisadçı Baku                    | İqtisadçı Baku | İqtisadçı Baku      |
| 18-02                    | Azeryol Baku-Azərreyl Baku        | 0-3            | 16-25, 27-29, 23-25 |
| 18-02                    | Lokomotiv Baku-Lokomotiv Biləcəri | 3-0            | 25-16, 25-16, 25-15 |
| 18-02                    | Rabitə Baku-Telekom Baku          | 3-0            | 25-16, 25-14, 25-12 |

| Quindicesima giornata |                                 |             |                            |
|                       |                                 |             |                            |
| Riposa:               | Rabitə Baku                     | Rabitə Baku | Rabitə Baku                |
| 22-02                 | Lokomotiv Baku-Telekom Baku     | 3-0         | 25–22, 25–20, 25–22        |
| 22-02                 | Azeryol Baku-Lokomotiv Biləcəri | 3-1         | 22–25, 25–14, 25–15, 25–19 |
| 22-02                 | İqtisadçı Baku-Azərreyl Baku    | 3-1         | 25–23, 22–25, 25–20, 25–15 |

| Sedicesima giornata |                                   |               |                            |
|                     |                                   |               |                            |
| Riposa:             | Azərreyl Baku                     | Azərreyl Baku | Azərreyl Baku              |
| 25-02               | İqtisadçı Baku-Lokomotiv Biləcəri | 3-0           | 25-17, 25-11, 25-18        |
| 25-02               | Telekom Baku-Azeryol Baku         | 0-3           | 18-25, 21-25, 11-25        |
| 25-02               | Rabitə Baku-Lokomotiv Baku        | 3-1           | 25-20, 21-25, 25-14, 31-29 |

| Diciassettesima giornata |                                  |                |                            |
|                          |                                  |                |                            |
| Riposa:                  | Lokomotiv Baku                   | Lokomotiv Baku | Lokomotiv Baku             |
| 28-02                    | Azeryol Baku-Rabitə Baku         | 1-3            | 17-25, 23-25, 25-23, 12-25 |
| 03-03                    | İqtisadçı Baku-Telekom Baku      | 3-0            | 25-16, 25-19, 25-19        |
| 03-03                    | Azərreyl Baku-Lokomotiv Biləcəri | 3-0            | 25-23, 25-21, 25-22        |

| Diciottesima giornata |                             |                    |                            |
|                       |                             |                    |                            |
| Riposa:               | Lokomotiv Biləcəri          | Lokomotiv Biləcəri | Lokomotiv Biləcəri         |
| 18-03                 | Telekom Baku-Azərreyl Baku  | 0-3                | 9-25, 19-25, 23-25         |
| 18-03                 | Rabitə Baku-İqtisadçı Baku  | 3-0                | 25-14, 25-21, 25-23        |
| 18-03                 | Lokomotiv Baku-Azeryol Baku | 3-1                | 21-25, 25-17, 25-22, 25-17 |

| Diciannovesima giornata |                                 |              |                                   |
|                         |                                 |              |                                   |
| Riposa:                 | Azeryol Baku                    | Azeryol Baku | Azeryol Baku                      |
| 04-04                   | İqtisadçı Baku-Lokomotiv Baku   | 2-3          | 23-25, 25-19, 27-25, 23-25, 15-17 |
| 04-04                   | Azərreyl Baku-Rabitə Baku       | 0-3          | 18-25, 23-25, 19-25               |
| 04-04                   | Lokomotiv Biləcəri-Telekom Baku | 3-1          | 25-22, 25-18, 17-25, 25-15        |

| Ventesima giornata |                                |              |                                  |
|                    |                                |              |                                  |
| Riposa:            | Telekom Baku                   | Telekom Baku | Telekom Baku                     |
| 25-03              | Rabitə Baku-Lokomotiv Biləcəri | 3-0          | 25-10, 25-3, 25-14               |
| 25-03              | Lokomotiv Baku-Azərreyl Baku   | 3-2          | 25-21, 23-25, 25-23, 15-25, 15-7 |
| 01-04              | Azeryol Baku-İqtisadçı Baku    | 0-3          | 19-25, 15-25, 15-25              |

| Ventunesima giornata |                                   |                |                            |
|                      |                                   |                |                            |
| Riposa:              | İqtisadçı Baku                    | İqtisadçı Baku | İqtisadçı Baku             |
| 28-03                | Azərreyl Baku-Azeryol Baku        | 1-3            | 18-25, 25-22, 19-25, 19-25 |
| 28-03                | Lokomotiv Biləcəri-Lokomotiv Baku | 0-3            | 14-25, 21-25, 15-25        |
| 28-03                | Telekom Baku-Rabitə Baku          | 0-3            | 16-25, 14-25, 11-25        |

| Ventiduesima giornata |                                 |             |                            |
|                       |                                 |             |                            |
| Riposa:               | Rabitə Baku                     | Rabitə Baku | Rabitə Baku                |
| 08-04                 | Telekom Baku-Lokomotiv Baku     | 0-3         | 11-25, 16-25, 18-25        |
| 08-04                 | Lokomotiv Biləcəri-Azeryol Baku | 0-3         | 16-25, 17-25, 17-25        |
| 08-04                 | Azərreyl Baku-İqtisadçı Baku    | 3-1         | 13-25, 25-23, 25-11, 25-21 |

| Ventitreesima giornata |                                   |               |                     |
|                        |                                   |               |                     |
| Riposa:                | Azərreyl Baku                     | Azərreyl Baku | Azərreyl Baku       |
| 11-04                  | Lokomotiv Biləcəri-İqtisadçı Baku | 0-3           | 19-25, 14-25, 10-25 |
| 11-04                  | Azeryol Baku-Telekom Baku         | 3-0           | 25-19, 25-22, 25-18 |
| 11-04                  | Lokomotiv Baku-Rabitə Baku        | 0-3           | 23-25, 28-30, 21-25 |

| Ventiquattresima giornata |                                  |                |                     |
|                           |                                  |                |                     |
| Riposa:                   | Lokomotiv Baku                   | Lokomotiv Baku | Lokomotiv Baku      |
| 14-04                     | Rabitə Baku-Azeryol Baku         | 3-0            | 25-21, 25-12, 25-21 |
| 14-04                     | Telekom Baku-İqtisadçı Baku      | 0-3            | 12-25, 16-25, 10-25 |
| 14-04                     | Lokomotiv Biləcəri-Azərreyl Baku | 0-3            | 19-25, 21-25, 18-25 |

| Venticinquesima giornata |                             |                    |                                   |
|                          |                             |                    |                                   |
| Riposa:                  | Lokomotiv Biləcəri          | Lokomotiv Biləcəri | Lokomotiv Biləcəri                |
| 17-04                    | Azərreyl Baku-Telekom Baku  | 3-0                | 25-17, 25-20, 25-20               |
| 17-04                    | İqtisadçı Baku-Rabitə Baku  | 2-3                | 25–22, 21–25, 21–25, 28–26, 10–15 |
| 17-04                    | Azeryol Baku-Lokomotiv Baku | 1-3                | 25-18, 19-25, 19-25, 16-25        |

| Ventiseiesima giornata |                                 |              |                            |
|                        |                                 |              |                            |
| Riposa:                | Azeryol Baku                    | Azeryol Baku | Azeryol Baku               |
| 26-04                  | Lokomotiv Baku-İqtisadçı Baku   | 3-1          | 25-19, 15-25, 23-25, 20-25 |
| 26-04                  | Rabitə Baku-Azərreyl Baku       | 3-0          | 25-19, 28-26, 25-14        |
| 26-04                  | Telekom Baku-Lokomotiv Biləcəri | 3-1          | 25-22, 24-26, 25-20, 25-22 |

| Ventisettesima giornata |                                |              |                            |
|                         |                                |              |                            |
| Riposa:                 | Telekom Baku                   | Telekom Baku | Telekom Baku               |
| 23-04                   | Lokomotiv Biləcəri-Rabitə Baku | 0-3          | 19-25, 15-25, 12-25        |
| 23-04                   | Azərreyl Baku-Lokomotiv Baku   | 3-1          | 25-18, 28-30, 25-22, 25-15 |
| 23-04                   | İqtisadçı Baku-Azeryol Baku    | 3-0          | 25-17, 25-21, 25-20        |

| Ventottesima giornata |                                   |                |                     |
|                       |                                   |                |                     |
| Riposa:               | İqtisadçı Baku                    | İqtisadçı Baku | İqtisadçı Baku      |
| 20-04                 | Azeryol Baku-Azərreyl Baku        | 0-3            | 17-25, 18-25, 29-31 |
| 20-04                 | Lokomotiv Baku-Lokomotiv Biləcəri | 3-0            | 25-17, 25-18, 25-22 |
| 20-04                 | Rabitə Baku-Telekom Baku          | 3-0            | 25-17, 25-10, 25-11 |

### Classifica
| Pos. | Squadra            | Pt | G  | V  | P  | SV | SP | Ratio | PF   | PS   | Ratio |
| ---- | ------------------ | -- | -- | -- | -- | -- | -- | ----- | ---- | ---- | ----- |
| 1.   | Rabitə Baku        | 66 | 24 | 22 | 2  | 69 | 15 | 4.600 | 2075 | 1609 | 1.290 |
| 2.   | İqtisadçı          | 52 | 24 | 17 | 7  | 59 | 29 | 2.034 | 2050 | 1755 | 1.168 |
| 3.   | Azərreyl           | 52 | 24 | 17 | 7  | 56 | 26 | 2.154 | 1949 | 1728 | 1.128 |
| 4.   | Lokomotiv Baku     | 41 | 24 | 14 | 10 | 52 | 38 | 1.368 | 2032 | 1912 | 1.063 |
| 5.   | Azəryol            | 29 | 24 | 10 | 14 | 37 | 47 | 0.787 | 1827 | 1979 | 0.923 |
| 6.   | Telekom Baku       | 9  | 24 | 3  | 21 | 10 | 64 | 0.156 | 1334 | 1797 | 0.742 |
| 7.   | Lokomotiv Biləcəri | 3  | 24 | 1  | 23 | 6  | 70 | 0.086 | 1287 | 1874 | 0.687 |

## Classifica finale
| Pos | Squadra            | Verdetto            |
| --- | ------------------ | ------------------- |
| 1   | Rabitə Baku        | In Champions League |
| 2   | İqtisadçı          | In Champions League |
| 3   | Azərreyl           | In Coppa CEV        |
| 4   | Lokomotiv Baku     | In Coppa CEV        |
| 5   | Azəryol            | In Challenge Cup    |
| 6   | Telekom Baku       |                     |
| 7   | Lokomotiv Biləcəri |                     |

## Premi individuali
| Premio                 | Giocatrice         | Squadra        |
| ---------------------- | ------------------ | -------------- |
| MVP                    | Madelaynne Montaño | Rabitə Baku    |
| Miglior realizzatrice  | Aneta Havlíčková   | Lokomotiv Baku |
| Miglior attaccante     | Foluke Akinradewo  | Rabitə Baku    |
| Miglior muro           | Lauren Paolini     | İqtisadçı      |
| Miglior servizio       | Corina Ssuschke    | Lokomotiv Baku |
| Miglior palleggiatrice | Katarzyna Skorupa  | Rabitə Baku    |
| Miglior ricevitrice    | Áurea Cruz         | Rabitə Baku    |
| Miglior difesa         | Valeriya Korotenko | Azərreyl       |
| Miglior libero         | Brenda Castillo    | Rabitə Baku    |